# جائزة إدوارد لي ثورندايك
جائزة الإنجاز المهني للمساهمات النفسية المتميزة في التربية (سابقًا جائزة إي. إل. ثورندايك للإنجاز المهني) هي جائزة تُمنح من قبل جمعية علم النفس الأمريكية للمستفيدين الأحياء نظير إنجازاتهم المهنية المتميزة في مجال علم النفس التربوي. يُكرّم الفائزون بالجائزة لأبحاثهم التي تُجسّد أفضل تقاليد علم النفس التربوي، أي أنها تُمنح للأبحاث الأصيلة والعلمية القائمة على التجارب العملية والتي تُسهم بشكل كبير في المعرفة أو النظرية أو الممارسة في علم النفس التربوي. سُمّيت الجائزة نسبةً إلى عالم النفس الشهير إدوارد لي ثورندايك، ولكن أُعيدت تسميتها لاحقًا بعد اكتشافات ربطت ثورندايك بتحسين النسل.